# Marcelo Arce
Marcelo Javier Arce Insfrán (Asunción, 24 marzo 1998) è un calciatore paraguaiano, difensore delle giovanili dell'Olimpia.

## Caratteristiche tecniche
È un difensore centrale.

## Carriera

### Nazionale
Con la nazionale Under-20 paraguaiana ha preso parte al Sudamericano Under-20 2017.